# Clarke Abel
Clarke Abel (født 5. september 1789 i Bungay, Suffolk, England, død 24. november 1826 i Cawnpore, Indien) var en engelsk botaniker og kirurg.
Abel blev valgt som cheflæge og naturforsker til at ledsage den britiske ambassadør Lord William Pitt Amherst under hans rejse til Kina fra 1816 til 1817. Amherst forsøgte at forbedre den noget kølige forbindelse med Kina, men han det havde han ikke så stor succes med. Abel mente, at ambassadøren ikke kunne vende tilbage til England uden at have noget at vise. Dette førte til en at en indsamling af frø og planter blev gennemført. Det meste af materialet blev lastet på et skib for at blive transporteret til England, men det forliste på et rev udfor Borneo og hovedparten af materialet blev ødelagt. En plante, som er forbundet til Abel er Abelia (Caprifoliaceae).
I marts 1819 blev han medlem af Royal Society Han var også et medlem af Geological Society.
Abel var den første vestlige forsker til at rapportere tilstedeværelsen af orangutanger på øen Sumatra; Sumatra orangutang Pongo abelii blev opkaldt efter ham i 1827 af Lesson.
Autornavnet C.Abel kan bruges for Clarke Abel sammen med et videnskabeligt artsnavn inden for botanikken. (Wikipedia-artikler der bruger autornavnet)